# Natação nos Jogos Pan-Americanos de 2003 - 200 m medley feminino
O evento dos 200 m medley feminino nos Jogos Pan-Americanos de 2003 foi realizado em 16 de agosto de 2003.

## Medalhistas
| Ouro   | CAN Joanne Malar-Morreale |
| Prata  | USA Corrie Clark          |
| Bronze | USA Laura Davis           |

## Recordes
| Recorde mundial       | Wu Yanyan (CHN)    | 2:09.72 | 17 de outubro de 1997 | Xangai   |
| Recorde pan-americano | Joanne Malar (CAN) | 2:14.18 | 06 de agosto de 1999  | Winnipeg |

## Resultados
| Posição | Nadador                     | Eliminatórias | Eliminatórias | Final     |
| Posição | Nadador                     | Tempo         | Posição       | Tempo     |
| ------- | --------------------------- | ------------- | ------------- | --------- |
| 1       | Joanne Malar-Morreale (CAN) | 2:19.07       | 3             | 2:15.93   |
| 2       | Corrie Clark (USA)          | 2:18.82       | 2             | 2:16.78   |
| 3       | Laura Davis (USA)           | 2:19.54       | 4             | 2:17.33   |
| 4       | Joanna Maranhão (BRA)       | 2:22.82       | 5             | 2:17.75   |
| 5       | Kelly Doody (CAN)           | 2:18.48       | 1             | 2:18.11   |
| 6       | Georgina Bardach (ARG)      | 2:22.97       | 6             | 2:19.07   |
| 7       | Sonia Álvarez (PUR)         | 2:23.52       | 7             | 2:22.98   |
| 8       | Vanessa Duenas (COL)        | 2:24.71       | 8             | 2:23.12   |
|         |                             |               |               |           |
| 9       | Alia Atkinson (JAM)         | 2:27.60       | 11            | 2:26.67   |
| 10      | Maria Wong (PER)            | 2:27.52       | 10            | 2:28.18   |
| 11      | Vanessa Martínez (PUR)      | 2:29.27       | 12            | 2:28.84   |
| 12      | Raina Paulson-Andrews (JAM) | 2:30.29       | 15            | 2:29.10   |
| 13      | Alana Dillette (BAH)        | 2:32.43       | 18            | 2:30.18   |
| 14      | Maria Zenoni (DOM)          | 2:29.58       | 13            | 2:31.07   |
| 15      | Priscila Zacarias (DOM)     | 2:31.32       | 16            | 2:31.37   |
| 16      | Jamie Shufflebarger (ISV)   | 2:32.41       | 17            | 2:31.85   |
| —       | Imaday Núñez (CUB)          | 2:25.92       | 9             | scratched |
| —       | Valeria Silva (PER)         | 2:29.90       | 14            | scratched |
|         |                             |               |               |           |
| 17      | Katerine Moreno (BOL)       | 2:32.83       | scratched     | scratched |